# 阿吾力汗·哈里
阿瓦力汗·哈力（1939年10月15日—），又作阿吾力汗·哈里、阿吾里汗·哈里，中国哈萨克族作家，中共党员。历任新疆大学中文系教师，新疆教育学院院长，教授。新疆文联第二、三、四届委员。

## 生平
1939年10月15日生于中国新疆布伦托海县解特阿热勒镇。1959年毕业于新疆语文学院汉语系。1962年开始发表作品。1988年被评为新疆优秀专家，享受政府特殊津贴。1988年加入中国作家协会。

## 作品
编著《写作基础知识》、《现代哈语修辞》、《中国哈萨克传承》（合作，于美国英文出版）等；参加编撰《中国少数民族文学》等著作、教材。
散文及小说选《时代印迹》，评论集《文学作品颂》，译著《高尔基论文学》（合译）、《二心集》等。

## 奖项
作品获新疆哲学社会科学著作二等奖、中国少数民族文学研究优秀著作奖、第九届全国少数民族文学创作“骏马奖”。